# Saison 2021-2022 du Stade rennais FC
 (mai 2022).
Maillots
Chronologie
Saison précédente Saison suivante
La saison 2021-2022 du Stade rennais Football Club est la 65e saison du club au plus haut niveau, la 28e saison consécutive. Elle débute le  29 juin 2021 avec la reprise de l'entraînement. Le club est engagé dans trois compétitions, et commence ses matches de compétition officielle le 8 août 2021 avec la Ligue 1. Le club est aussi engagé en Coupe de France et en Ligue Europa Conférence.
Le club commence mal le championnat avec seulement une victoire face à son rival nantais au bout de 6 journée de championnat mais à partir de la victoire 6-0 contre le Clermont Foot 63 le club enchaine en championnat et en coupe d'Europe une série de 13 matchs sans défaite qui ponctue au soir de la 15e journée la place de dauphin et une qualification en 8e de finale de Ligue Europa Conférence.
Fin 2021 et début 2022 après une élimination aux tirs au but en 16e de finale de Coupe de France face à l'AS Nancy-Lorraine, le club renoue avec le succès en championnat avant d'affronter Leicester City en Ligue Europa Conférence mais ce fera éliminer par le club anglais (0-2 à Leicester et 2-1 à Rennes).
Après leur élimination en coupe d'Europe les Rennais finissent la saison avec seulement 3 défaites en championnat en 10 matchs et une 4e place synonyme de Ligue Europa.
La saison est aussi marquée par de nombreux records battus par l'équipe de Bruno Génésio et des récompenses UNFP au fil de la saison, trois rennais joueur du mois : Laborde novembre 2021, Terrier mars 2022, Bourigeaud avril 2022 et le 15 mai 2022 Bruno Génésio est élu meilleur entraineur de Ligue 1 et Martin Terrier dans le onze type de la saison,.

## Transferts en 2021-2022
| Date               | Nom                 | Transfert                   | Provenance/Destination | Division             |
| ------------------ | ------------------- | --------------------------- | ---------------------- | -------------------- |
| Arrivées           |                     |                             |                        |                      |
| 18 mai 2021        | Franck Rivollier    | Premier contrat (1 an)      | Stade rennais FC       | National 3           |
| 1er juillet 2021   | Lorenz Assignon     | Retour de prêt              | SC Bastia              | Ligue 2              |
| 1er juillet 2021   | Sacha Boey          | Retour de prêt              | Dijon FCO              | Ligue 2              |
| 1er juillet 2021   | Jérémy Gélin        | Retour de prêt              | Royal Antwerp FC       | Pro League           |
| 1er juillet 2021   | Rafik Guitane       | Retour de prêt              | CS Marítimo            | Primeira Liga        |
| 1er juillet 2021   | Metehan Güçlü       | Retour de prêt              | Valenciennes FC        | Ligue 2              |
| 1er juillet 2021   | M'Baye Niang        | Retour de prêt              | Al-Ahli SC             | Saudi Premier League |
| 5 juillet 2021     | Loïc Badé           | Transfert (16,5 M€) (5 ans) | RC Lens                | Ligue 1              |
| 16 juillet 2021    | Kamaldeen Sulemana  | Transfert (15 M€) (5 ans)   | FC Nordsjælland        | Superligaen          |
| 20 juillet 2021    | Birger Meling       | Transfert (2.5 M€) (3 ans)  | Nîmes Olympique        | Ligue 2              |
| 17 août 2021       | Baptiste Santamaria | Transfert (14 M€) (4 ans)   | SC Fribourg            | Bundesliga           |
| 18 août 2021       | Mathys Tel          | Premier contrat (3 ans)     | Stade rennais FC       | National 3           |
| 26 août 2021       | Lovro Majer         | Transfert (12 M€) (5 ans)   | Dinamo Zagreb          | Prva Liga            |
| 27 août 2021       | Doğan Alemdar       | Transfert (3.5 M€) (5 ans)  | Kayserispor            | Süper Lig            |
| 1er septembre 2021 | Gaëtan Laborde      | Transfert (15 M€) (4 ans)   | Montpellier HSC        | Ligue 1              |
| 10 novembre 2021   | Jeanuël Belocian    | Premier contrat (3 ans)     | Stade rennais FC       | National 3           |
| 18 novembre 2021   | Guela Doué          | Premier contrat (1 an)      | Stade rennais FC       | National 3           |
| Départs            |                     |                             |                        |                      |
| 18 mai 2021        | Jordan Siebatcheu   | OA levée (2.5 M€) (3 ans)   | BSC Young Boys         | Super League         |
| 24 mai 2021        | Damien Da Silva     | Transfert libre             | Olympique lyonnais     | Ligue 1              |
| 24 mai 2021        | Clément Grenier     | Transfert libre             | RCD Majorque           | La Liga              |
| 19 juin 2021       | Steven Nzonzi       | Fin de prêt                 | AS Rome                | Serie A              |
| 1er juillet 2021   | Lilian Brassier     | OA levée (2 M€)             | Stade brestois 29      | Ligue 1              |
| 1er juillet 2021   | Dalbert Henrique    | Fin de prêt                 | Inter Milan            | Serie A              |
| 1er juillet 2021   | Namakoro Diallo     | Fin de contrat              | SO Romorantin          | National 2           |
| 6 juillet 2021     | Hakim El Mokeddem   | OA levée                    | FC Sète 34             | National             |
| 22 juillet 2021    | Yann Gboho          | Prêt sans OA (1 an)         | Vitesse Arnhem         | Eredivisie           |
| 26 juillet 2021    | Sacha Boey          | Transfert (1 M€) (4 ans)    | Galatasaray SK         | Süper Lig            |
| 5 août 2021        | Franck Rivollier    | Prêt sans OA (1 an)         | Stade briochin         | National             |
| 30 août 2021       | Rafik Guitane       | Transfert                   | Stade de Reims         | Ligue 1              |
| 30 août 2021       | Gerzino Nyamsi      | Transfert (1,5 M€) (4 ans)  | RC Strasbourg          | Ligue 1              |
| 30 août 2021       | Brandon Soppy       | Transfert (2 M€) (5 ans)    | Udinese Calcio         | Serie A              |
| 31 août 2021       | Eduardo Camavinga   | Transfert (31 M€) (6 ans)   | Real Madrid CF         | La Liga              |
| 31 août 2021       | James Léa Siliki    | Prêt avec OA (1 an)         | Middlesbrough FC       | Championship         |
| 31 août 2021       | Faitout Maouassa    | Transfert (4 M€) (4 ans)    | Club Bruges KV         | Pro League           |
| 1er septembre 2021 | Romain Del Castillo | Transfert (1,5 M€) (3 ans)  | Stade brestois 29      | Ligue 1              |
| 24 septembre 2021  | M'Baye Niang        | Transfert (Joker) (2 ans)   | Girondins de Bordeaux  | Ligue 1              |

| Date             | Nom               | Transfert               | Provenance/Destination | Division        |
| ---------------- | ----------------- | ----------------------- | ---------------------- | --------------- |
| Arrivées         |                   |                         |                        |                 |
| 14 avril 2022    | Désiré Doué       | Premier contrat (2 ans) | Stade rennais FC       | National 3      |
| 28 avril 2022    | Alan Do Marcolino | Premier contrat (3 ans) | Stade rennais FC       | National 3      |
| Départs          |                   |                         |                        |                 |
| 21 janvier 2022  | Matthis Abline    | Prêt sans OA (6 mois)   | Le Havre AC            | Ligue 2         |
| 31 janvier 2022  | Junior Kadile     | Prêt sans OA (6 mois)   | FC Famalicão           | Primeira Liga   |
| 1er février 2022 | Metehan Güçlü     | Prêt sans OA (6 mois)   | FC Emmen               | Keuken Kampioen |

## Effectif de la saison 2021-2022
(En italique, les joueurs partis en cours de saison)
| N  | P | Nom                 | Ligue 1 | Ligue 1     | Ligue 1        | Ligue 1 | Ligue 1      | Coupe de France | Coupe de France | Coupe de France | Coupe de France | Coupe de France | Ligue Europa Conférence | Ligue Europa Conférence | Ligue Europa Conférence | Ligue Europa Conférence | Ligue Europa Conférence | Total | Total       | Total          | Total  | Total        |
| N  | P | Nom                 | MJ      | But inscrit | Passe décisive | Averti  | Carton rouge | MJ              | But inscrit     | Passe décisive  | Averti          | Carton rouge    | MJ                      | But inscrit             | Passe décisive          | Averti                  | Carton rouge            | MJ    | But inscrit | Passe décisive | Averti | Carton rouge |
| -- | - | ------------------- | ------- | ----------- | -------------- | ------- | ------------ | --------------- | --------------- | --------------- | --------------- | --------------- | ----------------------- | ----------------------- | ----------------------- | ----------------------- | ----------------------- | ----- | ----------- | -------------- | ------ | ------------ |
| 1  | G | Romain Salin        | 1       | 0           | 0              | 0       | 0            | 1               | 0               | 0               | 0               | 0               | 2                       | 0                       | 0                       | 0                       | 0                       | 4     | 0           | 0              | 0      | 0            |
| 16 | G | Alfred Gomis        | 25      | 0           | 0              | 1       | 0            | 1               | 0               | 0               | 0               | 0               | 6                       | 0                       | 0                       | 1                       | 0                       | 32    | 0           | 0              | 2      | 0            |
| 30 | G | Pépé Bonet          | 0       | 0           | 0              | 0       | 0            | 0               | 0               | 0               | 0               | 0               | 0                       | 0                       | 0                       | 0                       | 0                       | 0     | 0           | 0              | 0      | 0            |
| 40 | G | Doğan Alemdar       | 12      | 0           | 0              | 1       | 0            | 1               | 0               | 0               | 0               | 0               | 1                       | 0                       | 0                       | 0                       | 0                       | 14    | 0           | 0              | 1      | 0            |
| 3  | D | Adrien Truffert     | 30      | 3           | 3              | 4       | 0            | 2               | 0               | 0               | 0               | 0               | 9                       | 0                       | 0                       | 0                       | 0                       | 41    | 3           | 3              | 4      | 0            |
| 4  | D | Loïc Badé           | 14      | 0           | 1              | 3       | 1            | 2               | 0               | 0               | 0               | 0               | 5                       | 1                       | 0                       | 3                       | 1                       | 21    | 1           | 1              | 6      | 2            |
| 5  | D | Jérémy Gélin        | 0       | 0           | 0              | 0       | 0            | 0               | 0               | 0               | 0               | 0               | 0                       | 0                       | 0                       | 0                       | 0                       | 0     | 0           | 0              | 0      | 0            |
| 6  | D | Nayef Aguerd        | 31      | 2           | 3              | 3       | 1            | 0               | 0               | 0               | 0               | 0               | 9                       | 2                       | 0                       | 1                       | 0                       | 40    | 4           | 3              | 4      | 1            |
| 22 | D | Lorenz Assignon     | 20      | 0           | 2              | 0       | 0            | 2               | 0               | 1               | 0               | 0               | 4                       | 0                       | 0                       | 1                       | 0                       | 26    | 0           | 3              | 1      | 0            |
| 23 | D | Warmed Omari        | 34      | 0           | 0              | 6       | 0            | 1               | 1               | 0               | 0               | 0               | 5                       | 0                       | 0                       | 2                       | 0                       | 40    | 1           | 0              | 8      | 0            |
| 25 | D | Birger Meling       | 31      | 0           | 4              | 3       | 0            | 0               | 0               | 0               | 0               | 0               | 6                       | 0                       | 1                       | 1                       | 0                       | 37    | 0           | 5              | 4      | 0            |
| 27 | D | Hamari Traoré       | 33      | 3           | 10             | 4       | 0            | 1               | 0               | 0               | 0               | 0               | 8                       | 0                       | 0                       | 3                       | 0                       | 42    | 3           | 10             | 7      | 0            |
| 33 | M | Jeanuël Belocian    | 1       | 0           | 0              | 0       | 0            | 0               | 0               | 0               | 0               | 0               | 0                       | 0                       | 0                       | 0                       | 0                       | 1     | 0           | 0              | 0      | 0            |
| 43 | D | Guela Doué          | 0       | 0           | 0              | 0       | 0            | 0               | 0               | 0               | 0               | 0               | 0                       | 0                       | 0                       | 0                       | 0                       | 0     | 0           | 0              | 0      | 0            |
| 8  | M | Baptiste Santamaria | 34      | 2           | 1              | 7       | 0            | 2               | 0               | 0               | 0               | 0               | 9                       | 0                       | 1                       | 1                       | 0                       | 45    | 2           | 2              | 8      | 0            |
| 14 | M | Benjamin Bourigeaud | 38      | 11          | 13             | 2       | 0            | 1               | 0               | 0               | 0               | 0               | 9                       | 1                       | 3                       | 2                       | 0                       | 48    | 12          | 16             | 4      | 0            |
| 19 | M | Andy Diouf          | 5       | 0           | 0              | 0       | 0            | 1               | 0               | 0               | 0               | 0               | 0                       | 0                       | 0                       | 0                       | 0                       | 6     | 0           | 0              | 0      | 0            |
| 20 | M | Flavien Tait        | 28      | 5           | 4              | 3       | 0            | 2               | 0               | 0               | 0               | 0               | 9                       | 2                       | 0                       | 0                       | 0                       | 39    | 7           | 4              | 3      | 0            |
| 21 | M | Lovro Majer         | 29      | 6           | 8              | 1       | 0            | 2               | 0               | 0               | 0               | 0               | 5                       | 0                       | 1                       | 0                       | 0                       | 36    | 6           | 9              | 1      | 0            |
| 26 | M | Lesley Ugochukwu    | 18      | 1           | 0              | 2       | 0            | 0               | 0               | 0               | 0               | 0               | 4                       | 0                       | 0                       | 0                       | 0                       | 22    | 1           | 0              | 2      | 0            |
| 28 | M | Jonas Martin        | 29      | 1           | 1              | 8       | 0            | 2               | 0               | 0               | 0               | 0               | 4                       | 0                       | 0                       | 1                       | 0                       | 35    | 1           | 1              | 9      | 0            |
| 43 | M | Désiré Doué         | 0       | 0           | 0              | 0       | 0            | 0               | 0               | 0               | 0               | 0               | 0                       | 0                       | 0                       | 0                       | 0                       | 0     | 0           | 0              | 0      | 0            |
| 45 | M | Noah Françoise      | 0       | 0           | 0              | 0       | 0            | 0               | 0               | 0               | 0               | 0               | 0                       | 0                       | 0                       | 0                       | 0                       | 0     | 0           | 0              | 0      | 0            |
| -  | M | Eduardo Camavinga   | 4       | 0           | 0              | 0       | 0            | 0               | 0               | 0               | 0               | 0               | 2                       | 0                       | 0                       | 0                       | 0                       | 6     | 0           | 0              | 0      | 0            |
| 7  | A | Martin Terrier      | 37      | 21          | 4              | 1       | 0            | 1               | 0               | 0               | 0               | 0               | 8                       | 0                       | 3                       | 0                       | 0                       | 46    | 21          | 7              | 1      | 0            |
| 9  | A | Serhou Guirassy     | 37      | 9           | 0              | 1       | 0            | 2               | 0               | 0               | 0               | 0               | 9                       | 3                       | 3                       | 0                       | 0                       | 48    | 12          | 3              | 1      | 0            |
| 10 | A | Kamaldeen Sulemana  | 20      | 4           | 2              | 3       | 0            | 1               | 0               | 0               | 0               | 0               | 6                       | 1                       | 0                       | 1                       | 0                       | 27    | 5           | 2              | 4      | 0            |
| 11 | A | Jérémy Doku         | 14      | 1           | 2              | 2       | 0            | 1               | 1               | 0               | 0               | 0               | 3                       | 0                       | 0                       | 0                       | 0                       | 18    | 2           | 2              | 2      | 0            |
| 17 | A | Loum Tchaouna       | 10      | 0           | 0              | 0       | 0            | 0               | 0               | 0               | 0               | 0               | 4                       | 0                       | 1                       | 2                       | 0                       | 14    | 0           | 1              | 2      | 0            |
| 24 | A | Gaëtan Laborde      | 34      | 12          | 8              | 1       | 0            | 2               | 0               | 0               | 0               | 0               | 7                       | 5                       | 0                       | 2                       | 0                       | 43    | 17          | 8              | 3      | 0            |
| 39 | A | Mathys Tel          | 7       | 0           | 0              | 0       | 0            | 1               | 0               | 0               | 0               | 0               | 2                       | 0                       | 0                       | 0                       | 0                       | 10    | 0           | 0              | 0      | 0            |
| -  | A | Alan Do Marcolino   | 0       | 0           | 0              | 0       | 0            | 0               | 0               | 0               | 0               | 0               | 0                       | 0                       | 0                       | 0                       | 0                       | 0     | 0           | 0              | 0      | 0            |
| -  | A | Matthis Abline      | 7       | 0           | 0              | 0       | 0            | 0               | 0               | 0               | 0               | 0               | 2                       | 1                       | 0                       | 0                       | 0                       | 9     | 1           | 0              | 0      | 0            |
| -  | A | Junior Kadile       | 0       | 0           | 0              | 0       | 0            | 1               | 0               | 0               | 0               | 0               | 0                       | 0                       | 0                       | 0                       | 0                       | 1     | 0           | 0              | 0      | 0            |
| -  | A | Metehan Güçlü       | 0       | 0           | 0              | 0       | 0            | 0               | 0               | 0               | 0               | 0               | 0                       | 0                       | 0                       | 0                       | 0                       | 0     | 0           | 0              | 0      | 0            |
| -  | A | Romain Del Castillo | 3       | 0           | 0              | 0       | 0            | 0               | 0               | 0               | 0               | 0               | 2                       | 1                       | 0                       | 0                       | 0                       | 5     | 1           | 0              | 0      | 0            |

## Équipe-type
Il s'agit de la formation la plus courante rencontrée durant la saison en prenant en compte la titularisation des joueurs.

## Rencontres de la saison

### Liste
|    | Jour | Date         | Heure   | Compétition             | Tour           | Adversaire    | Lieu | Score | Place | Affluence |
| -- | ---- | ------------ | ------- | ----------------------- | -------------- | ------------- | ---- | ----- | ----- | --------- |
| 1  | sam. | 10 juillet   | 18 h 00 | Amical                  | Amical         | Le Havre (L2) | N    | 2 - 2 | 2 - 2 | 1 000     |
| 2  | sam. | 17 juillet   | 17 h 00 | Amical                  | Amical         | Liège         | E    | 3 - 3 | 3 - 3 | 0         |
| 3  | mer. | 21 juillet   | 19 h 00 | Amical                  | Amical         | Getafe        | N    | 2 - 1 | 2 - 1 | 0         |
| 4  | sam. | 24 juillet   | 18 h 00 | Amical                  | Amical         | Levante       | N    | 3 - 1 | 3 - 1 | 0         |
| 5  | sam. | 31 juillet   | 18 h 00 | Amical                  | Amical         | Torino        | D    | 1 - 0 | 1 - 0 | 11 000    |
| 6  | dim. | 8 août       | 13 h 00 | Ligue 1                 | 1              | Lens          | D    | 1 - 1 | 12e   | 22 567    |
| 7  | dim. | 15 août      | 15 h 00 | Ligue 1                 | 2              | Brest         | E    | 1 - 1 | 11e   | 14 271    |
| 8  | jeu. | 19 août      | 20 h 00 | Ligue Europa Conférence | Barrages       | Rosenborg     | D    | 2 - 0 | 2 - 0 | 14 872    |
| 9  | dim. | 22 août      | 17 h 00 | Ligue 1                 | 3              | Nantes        | D    | 1 - 0 | 5e    | 27 569    |
| 10 | jeu. | 26 août      | 19 h 00 | Ligue Europa Conférence | Barrages       | Rosenborg     | E    | 1 - 3 | 1 - 3 | 7 000     |
| 11 | dim. | 29 août      | 15 h 00 | Ligue 1                 | 4              | Angers        | E    | 2 - 0 | 8e    | 6 473     |
| 12 | dim. | 12 septembre | 15 h 00 | Ligue 1                 | 5              | Reims         | D    | 0 - 2 | 11e   | 24 486    |
| 13 | jeu. | 16 septembre | 18 h 45 | Ligue Europa Conférence | Groupes - 1    | Tottenham     | D    | 2 - 2 | 3e    | 21 671    |
| 14 | dim. | 19 septembre | 17 h 00 | Ligue 1                 | 6              | Marseille     | E    | 2 - 0 | 16e   | 54 188    |
| 15 | mer. | 22 septembre | 19 h 00 | Ligue 1                 | 7              | Clermont      | D    | 6 - 0 | 12e   | 24 109    |
| 16 | dim. | 26 septembre | 13 h 00 | Ligue 1                 | 8              | Bordeaux      | E    | 1 - 1 | 13e   | 16 675    |
| 17 | jeu. | 30 septembre | 21 h 00 | Ligue Europa Conférence | Groupes - 2    | Arnhem        | E    | 1 - 2 | 2e    | 14 571    |
| 18 | dim. | 3 octobre    | 13 h 00 | Ligue 1                 | 9              | Paris         | D    | 2 - 0 | 11e   | 28 092    |
| 19 | dim. | 17 octobre   | 15 h 00 | Ligue 1                 | 10             | Metz          | E    | 0 - 3 | 7e    | 15 679    |
| 20 | jeu. | 21 octobre   | 18 h 45 | Ligue Europa Conférence | Groupes - 3    | Mura          | E    | 1 - 2 | 1er   | 3 500     |
| 21 | dim. | 24 octobre   | 15 h 00 | Ligue 1                 | 11             | Strasbourg    | D    | 1 - 0 | 5e    | 27 185    |
| 22 | dim. | 31 octobre   | 15 h 00 | Ligue 1                 | 12             | Troyes        | E    | 2 - 2 | 5e    | 8 550     |
| 23 | jeu. | 4 novembre   | 21 h 00 | Ligue Europa Conférence | Groupes - 4    | Mura          | D    | 1 - 0 | 1er   | 23 115    |
| 24 | dim. | 7 novembre   | 20 h 45 | Ligue 1                 | 13             | Lyon          | D    | 4 - 1 | 5e    | 28 222    |
| 25 | sam. | 20 novembre  | 21 h 00 | Ligue 1                 | 14             | Montpellier   | D    | 2 - 0 | 3e    | 27 003    |
| 26 | jeu. | 25 novembre  | 18 h 45 | Ligue Europa Conférence | Groupes - 5    | Arnhem        | D    | 3 - 3 | 1er   | 23 081    |
| 27 | dim. | 28 novembre  | 15 h 00 | Ligue 1                 | 15             | Lorient       | E    | 0 - 2 | 2e    | 16 321    |
| 28 | mer. | 1er décembre | 21 h 00 | Ligue 1                 | 16             | Lille         | D    | 1 - 2 | 3e    | 25 392    |
| 29 | dim. | 5 décembre   | 13 h 00 | Ligue 1                 | 17             | Saint-Étienne | E    | 0 - 5 | 2e    | 11 257    |
| 30 | jeu. | 9 décembre   | 21 h 00 | Ligue Europa Conférence | Groupes - 6    | Tottenham     | E    | 0 - 3 | 1er   | 0         |
| 30 | dim. | 12 décembre  | 15 h 00 | Ligue 1                 | 18             | Nice          | D    | 1 - 2 | 3e    | 27 892    |
| 31 | sam. | 18 décembre  | 21 h 00 | Coupe de France         | 1/32 de finale | Lorient       | D    | 1 - 0 | 1 - 0 | 19 636    |
| 32 | mer. | 22 décembre  | 21 h 00 | Ligue 1                 | 19             | Monaco        | E    | 2 - 1 | 4e    | 5 354     |
| 33 | dim. | 2 janvier    | 16 h 00 | Coupe de France         | 1/16 de finale | Nancy (L2)    | E    | 1 - 1 | 1 - 1 | 5 000     |
| 34 | sam. | 8 janvier    | 21 h 00 | Ligue 1                 | 20             | Lens          | E    | 1 - 0 | 4e    | 5 000     |
| 35 | dim. | 16 janvier   | 13 h 00 | Ligue 1                 | 21             | Bordeaux      | D    | 6 - 0 | 4e    | 4 951     |
| 36 | dim. | 23 janvier   | 15 h 00 | Ligue 1                 | 22             | Clermont      | E    | 2 - 1 | 5e    | 5 000     |
| 37 | sam. | 29 janvier   | 13 h 00 | Amical                  | Amical         | Lorient       | D    | 1 - 1 | 1 - 1 | 0         |
| 38 | dim. | 6 février    | 17 h 00 | Ligue 1                 | 23             | Brest         | D    | 2 - 0 | 5e    | 25 409    |
| 39 | ven. | 11 février   | 21 h 00 | Ligue 1                 | 24             | Paris         | E    | 1 - 0 | 5e    | 47 000    |
| 40 | dim. | 20 février   | 15 h 00 | Ligue 1                 | 25             | Troyes        | D    | 4 - 1 | 5e    | 22 967    |
| 41 | ven. | 25 février   | 21 h 00 | Ligue 1                 | 26             | Montpellier   | E    | 2 - 4 | 4e    | 11 000    |
| 42 | dim. | 6 mars       | 15 h 00 | Ligue 1                 | 27             | Angers        | D    | 2 - 0 | 4e    | 27 693    |
| 43 | jeu. | 10 mars      | 21 h 00 | Ligue Europa Conférence | 8es de finale  | Leicester     | E    | 2 - 0 | 2 - 0 | 25 848    |
| 44 | dim. | 13 mars      | 17 h 05 | Ligue 1                 | 28             | Lyon          | E    | 2 - 4 | 4e    | 46 597    |
| 45 | jeu. | 17 mars      | 18 h 45 | Ligue Europa Conférence | 8es de finale  | Leicester     | D    | 2 - 1 | 2 - 1 | 26 919    |
| 46 | dim. | 20 mars      | 15 h 00 | Ligue 1                 | 29             | Metz          | D    | 6 - 1 | 3e    | 27 966    |
| 47 | sam. | 2 avril      | 17 h 00 | Ligue 1                 | 30             | Nice          | E    | 1 - 1 | 3e    | 24 086    |
| 48 | sam. | 9 avril      | 17 h 00 | Ligue 1                 | 31             | Reims         | E    | 2 - 3 | 3e    | 10 243    |
| 49 | ven. | 15 avril     | 21 h 00 | Ligue 1                 | 32             | Monaco        | D    | 2 - 3 | 3e    | 28 200    |
| 50 | mer. | 20 avril     | 21 h 00 | Ligue 1                 | 33             | Strasbourg    | E    | 2 - 1 | 3e    | 25 648    |
| 51 | dim. | 24 avril     | 13 h 00 | Ligue 1                 | 34             | Lorient       | D    | 5 - 0 | 3e    | 28 384    |
| 52 | sam. | 30 avril     | 21 h 00 | Ligue 1                 | 35             | Saint-Étienne | D    | 2 - 0 | 3e    | 27 390    |
| 53 | mer. | 11 mai       | 21 h 00 | Ligue 1                 | 36             | Nantes        | E    | 2 - 1 | 5e    | 26 359    |
| 54 | sam. | 14 mai       | 21 h 00 | Ligue 1                 | 37             | Marseille     | D    | 2 - 0 | 4e    | 28 811    |
| 55 | sam. | 21 mai       | 21 h 00 | Ligue 1                 | 38             | Lille         | E    | 2 - 2 | 4e    | 40 116    |

### Détail des matchs

#### Ligue Europa Conférence
| Rang | Équipe            | Pts | J | G | N | P | Bp | Bc | Diff |  | Résultats (▼ dom., ► ext.) |     |     |     |     |
| ---- | ----------------- | --- | - | - | - | - | -- | -- | ---- |  | -------------------------- | --- | --- | --- | --- |
| 1    | Stade rennais FC  | 14  | 6 | 4 | 2 | 0 | 13 | 7  | +6   |  | Stade rennais FC           |     | 3-3 | 2-2 | 1-0 |
| 2    | Vitesse Arnhem    | 10  | 6 | 3 | 1 | 2 | 12 | 9  | +3   |  | Vitesse Arnhem             | 1-2 |     | 1-0 | 3-1 |
| 3    | Tottenham Hotspur | 7   | 6 | 2 | 1 | 3 | 11 | 11 | 0    |  | Tottenham Hotspur          | 0-3 | 3-2 |     | 5-1 |
| 4    | NŠ Mura           | 3   | 6 | 1 | 0 | 5 | 5  | 14 | -9   |  | NŠ Mura                    | 1-2 | 0-2 | 2-1 |     |

## Bilan des compétitions
| Compétition             | Vainqueur final     | Débute au tour | Résultat       | Match joués | Gagnés | Nuls | Perdus | Buts Pour | Buts contre | Différence |
| ----------------------- | ------------------- | -------------- | -------------- | ----------- | ------ | ---- | ------ | --------- | ----------- | ---------- |
| Ligue 1                 | Paris Saint-Germain | 1re journée    | 4e             | 38          | 20     | 6    | 12     | 82        | 40          | +42        |
| Coupe de France         | FC Nantes           | 1/32 de finale | 1/16 de finale | 2           | 1      | 0    | 1      | 2         | 1           | +1         |
| Ligue Europa Conférence | AS Rome             | Barrages       | 1/8 de finale  | 10          | 7      | 2    | 1      | 20        | 11          | +9         |
| Total                   | Total               | Total          | Total          | 50          | 28     | 8    | 14     | 104       | 52          | +52        |

### Résultats par journée
Nota : l'ordre des journées est celui dans lequel elles ont été jouées. La place au classement est celle à l'issue du week-end ou du milieu de semaine.
| Journée   | 1  | 2  | 3 | 4 | 5  | 6  | 7  | 8  | 9  | 10 | 11 | 12 | 13 | 14 | 15 | 16 | 17 | 18 | 19 | 20 | 21 | 22 | 23 | 24 | 25 | 26 | 27 | 28 | 29 | 30 | 31 | 32 | 33 | 34 | 35 | 36 | 37 | 38 |
| --------- | -- | -- | - | - | -- | -- | -- | -- | -- | -- | -- | -- | -- | -- | -- | -- | -- | -- | -- | -- | -- | -- | -- | -- | -- | -- | -- | -- | -- | -- | -- | -- | -- | -- | -- | -- | -- | -- |
| Résultats | N  | N  | V | D | D  | D  | V  | N  | V  | V  | V  | N  | V  | V  | V  | D  | V  | D  | D  | D  | V  | D  | V  | D  | V  | V  | V  | V  | V  | N  | V  | D  | D  | V  | V  | D  | V  | N  |
| Place     | 12 | 11 | 5 | 8 | 11 | 16 | 12 | 13 | 11 | 7  | 5  | 5  | 5  | 3  | 2  | 3  | 2  | 3  | 4  | 4  | 4  | 5  | 5  | 5  | 5  | 4  | 4  | 4  | 3  | 3  | 3  | 3  | 3  | 3  | 3  | 5  | 4  | 4  |

Résultat : V = Victoire ; N = Nul ; D = Défaite

### Classement
| Rang | Équipe                 | Pts | J  | G  | N  | P  | Bp | Bc | Diff | Qualification ou relégation                                                     |
| ---- | ---------------------- | --- | -- | -- | -- | -- | -- | -- | ---- | ------------------------------------------------------------------------------- |
| 2    | Olympique de Marseille | 71  | 38 | 21 | 8  | 9  | 63 | 38 | +25  | Qualification pour la phase de groupes de la Ligue des champions                |
| 3    | AS Monaco              | 69  | 38 | 20 | 9  | 9  | 65 | 40 | +25  | Qualification pour le troisième tour de qualification de la Ligue des champions |
| 4    | Stade rennais FC       | 66  | 38 | 20 | 6  | 12 | 82 | 40 | +42  | Qualification pour la phase de groupes de la Ligue Europa                       |
| 5    | OGC Nice               | 66  | 38 | 20 | 7  | 11 | 52 | 35 | +17  | Qualification pour les barrages de la Ligue Europa Conférence                   |
| 6    | RC Strasbourg Alsace   | 63  | 38 | 17 | 12 | 9  | 60 | 43 | +17  |                                                                                 |

1. ↑  Retrait de 1 point.

### Affluence de la saison
Ce graphique représente le nombre de spectateurs présents au Roazhon Park lors de chaque match a domicile.

#### Meilleur affluence de la saison
| Rang | Match                                     | Journée | Date            | Affluence |
| ---- | ----------------------------------------- | ------- | --------------- | --------- |
| 1    | Stade rennais FC - Olympique de Marseille | J37     | 14 mai 2022     | 28 811    |
| 2    | Stade rennais FC - FC Lorient             | J34     | 24 avril 2022   | 28 384    |
| 3    | Stade rennais FC - Olympique lyonnais     | J13     | 7 novembre 2021 | 28 222    |
| 4    | Stade rennais FC - AS Monaco              | J32     | 15 avril 2022   | 28 200    |
| 5    | Stade rennais FC - Paris Saint-Germain    | J9      | 3 octobre 2021  | 28 092    |

#### Pire affluences de la saison
| Rang | Match                                    | Journée  | Date             | Affluence |
| ---- | ---------------------------------------- | -------- | ---------------- | --------- |
| 1    | Stade rennais FC - FC Lorient            | CDF 1/32 | 18 décembre 2021 | 19 636    |
| 2    | Stade rennais FC - Rosenborg BK          | LEC Bar  | 19 août 2021     | 14 872    |
| 3    | Stade rennais FC - Girondins de Bordeaux | J21      | 16 janvier 2022  | 4 951     |

## Réserve et équipes de jeunes
La réserve du Stade rennais FC entraînée par Pierre-Emmanuel Bourdeau évolue en National 3 - Groupe Bretagne.

### Réserve

#### Championnat de France de National 3 - Groupe Bretagne
| Date              | Journée | Adversaire             | Lieu | Score | Buteurs rennais | Classement | Référence |
| ----------------- | ------- | ---------------------- | ---- | ----- | --- | ---------- | --------- |
| 28 août 2021      | J01     | US Trégunc             | E    | 0 - 3 | Yanis Dede Lhomme 83e · Loum Tchaouna 90e (pen.) · Mathys Tel 90+3e                                                  | 2e         | Rapport   |
| 4 septembre 2021  | J02     | Dinan Léhon FC         | E    | 1 - 1 | Djaoui Cissé 47e | 4e         | Rapport   |
| 11 septembre 2021 | J03     | FC Guipry-Messac       | D    | 4 - 0 | Kylian Gasnier 30e 55e · Noah Francoise 39e · Junior Kadile 58e                                                      | 1er        | Rapport   |
| 25 septembre 2021 | J04     | TA Rennes              | E    | 3 - 1 | Mathys Tel 24e | 7e         | Rapport   |
| 9 octobre 2021    | J05     | AGLD Fougères          | E    | 0 - 1 | Noah Francoise 24e                                                                                                   | 4e         | Rapport   |
| 23 octobre 2021   | J06     | GSI Pontivy            | E    | 0 - 2 | Mathys Tel 48e 89e                                                                                                   | 1er        | Rapport   |
| 6 novembre 2021   | J07     | Stade briochin rés.    | D    | 3 - 5 | Djaoui Cissé 36e · Désiré Doué 70e · Mathys Tel 85e                                                                  | 3e         | Rapport   |
| 20 novembre 2021  | J08     | Saint-Pierre Milizac   | D    | 2 - 1 | Junior Kadile 19e · Djaoui Cissé 42e                                                                                 | 2e         | Rapport   |
| 4 décembre 2021   | J09     | Stade pontivien        | D    | 2 - 1 | Kylian Gasnier 65e 72e                                                                                               | 1er        | Rapport   |
| 11 décembre 2021  | J10     | Stade brestois 29 rés. | E    | 0 - 2 | ? | 1er        | Rapport   |
| 18 décembre 2021  | J11     | Lannion FC             | D    | 1 - 2 | Matthis Abline 17e                                                                                                   | 1er        | Rapport   |
| 15 janvier 2022   | J12     | Saint-Colomban Locminé | D    | 1 - 1 | Iman N'Zete 5e | 1er        | Rapport   |
| 22 janvier 2022   | J13     | Plouzané ACF           | E    | 2 - 1 | Gabriel Tutu 90e | 3e         | Rapport   |
| 29 janvier 2022   | J17     | TA Rennes              | D    | 1 - 1 | Gabin Thomelier 61e                                                                                                  | 3e         | Rapport   |
| 19 février 2022   | J18     | AGLD Fougères          | D    | 4 - 3 | Alan Do Marcolino 43e · Kylian Gasnier 68e · Yanis Dede-Lhomme 85e                                                   | 5e         | Rapport   |
| 26 février 2022   | J19     | GSI Pontivy            | D    | 4 - 0 | Loum Tchaouna 40e 90e · Mathys Tel 68e · Boubacar Diakhaby 82e                                                       | 5e         | Rapport   |
| 12 mars 2022      | J20     | Stade briochin rés.    | E    | 1 - 0 | | 7e         | Rapport   |
| 19 mars 2022      | J14     | US Trégunc             | D    | 6 - 0 | Alan Do Marcolino 9e 14e 86e · Kylian Gasnier 48e · Noah Le Bret Maboulou 76e · Gabriel Tutu 89e                     | 7e         | Rapport   |
| 2 avril 2022      | J21     | Saint-Pierre Milizac   | E    | 0 - 2 | Alan Do Marcolino 41e · Boubacar Diakhaby 55e                                                                        | 4e         | Rapport   |
| 9 avril 2022      | J22     | Stade pontivien        | E    | 1 - 1 | Antoine Nugent 75e                                                                                                   | 5e         | Rapport   |
| 23 avril 2022     | J23     | Stade brestois 29 rés. | D    | 2 - 3 | Boubacar Diakhaby 15e 31e                                                                                            | 7e         | Rapport   |
| 7 mai 2022        | J24     | Lannion FC             | E    | 0 - 1 | Kylian Gasnier 27e                                                                                                   | 4e         | Rapport   |
| 14 mai 2022       | J15     | Dinan Léhon FC         | D    | 3 - 1 | Loum Tchaouna 16e 76e · Jérémy Gélin 62e                                                                             | 4e         | Rapport   |
| 21 mai 2022       | J25     | Saint-Colomban Locminé | E    | 1 - 3 | Noah Le Bret Maboulou 26e · Loum Tchaouna 48e · Djaoui Cissé 60e                                                     | 2e         | Rapport   |
| 28 mai 2022       | J26     | Plouzané ACF           | D    | 4 - 2 | Louis Tirco 3e · Kylian Gasnier 5e · Antoine Nugent 15e 22e                                                          | 2e         | Rapport   |
| 4 juin 2022       | J16     | FC Guipry-Messac       | E    | 4 - 7 | Antoine Nugent 24e · Noah Le Bret Maboulou 49e 69e · Wilson Samaké 51e 74e · Kylian Gasnier 66e · Noah Francoise 78e | 1er        | Rapport   |

### U19

#### Championnat de France des U19  - Groupe C
| Date              | Journée | Adversaire            | Lieu | Score | Buteurs rennais                                                                               | Classement | Référence |
| ----------------- | ------- | --------------------- | ---- | ----- | --------------------------------------------------------------------------------------------- | ---------- | --------- |
| 22 août 2021      | J01     | USSA Vertou           | D    | 2 - 1 | Winston André 37e · Djaoui Cissé 53e                                                          | 6e         | Rapport   |
| 28 août 2021      | J02     | Girondins de Bordeaux | E    | 4 - 1 | Mathis Latif 25e                                                                              | 6e         | Rapport   |
| 5 septembre 2021  | J03     | FC Nantes             | D    | 0 - 3 |                                                                                               | 10e        | Rapport   |
| 12 septembre 2021 | J04     | Angers SCO            | E    | 3 - 0 |                                                                                               | 11e        | Rapport   |
| 18 septembre 2021 | J05     | LB Châteauroux        | D    | 3 - 2 | Aaron Malouda 7e 14e 25e                                                                      | 9e         | Rapport   |
| 26 septembre 2021 | J06     | US Avranches          | E    | 2 - 3 | Gabin Thomelier 39e · Mehdi Kalem 55e · Paolo Limon 84e                                       | 7e         | Rapport   |
| 3 octobre 2021    | J07     | US Concarneau         | D    | 2 - 1 | Wilson Samaké 70e · Djaoui Cissé 90e                                                          | 5e         | Rapport   |
| 10 octobre 2021   | J08     | Stade lavallois       | E    | 2 - 1 | Nielsen Luzein 56e                                                                            | 7e         | Rapport   |
| 16 octobre 2021   | J09     | Tours FC              | D    | 5 - 1 | Wilson Samaké 43e 50e · Djaoui Cissé 47e · Aaron Malouda 67e · Mathis Latif 90e               | 6e         | Rapport   |
| 23 octobre 2021   | J10     | Stade brestois 29     | D    | 3 - 1 | Antoine Kerriou 30e (csc) · Joël Matondo 40e · Wilson Samaké 82e                              | 5e         | Rapport   |
| 14 novembre 2021  | J11     | EA Guingamp           | E    | 1 - 0 |                                                                                               | 6e         | Rapport   |
| 21 novembre 2021  | J12     | Le Mans FC            | D    | 2 - 3 | Gabin Thomelier 30e · Mathis Lambourde 81e                                                    | 6e         | Rapport   |
| 28 novembre 2021  | J13     | SA Mérignac           | E    | 4 - 3 | Mathis Lambourde 25e · Wilson Samaké 35e 53e                                                  | 7e         | Rapport   |
| 5 décembre 2021   | J14     | Girondins de Bordeaux | D    | 0 - 0 |                                                                                               | 7e         | Rapport   |
| 16 janvier 2022   | J15     | FC Nantes             | E    | 2 - 1 | Paolo Limon 90e                                                                               | 10e        | Rapport   |
| 6 février 2022    | J17     | LB Châteauroux        | E    | 3 - 0 |                                                                                               | 10e        | Rapport   |
| 12 février 2022   | J18     | US Avranches          | D    | 3 - 1 | Noah Le Bret Maboulou 18e · Désiré Doué 24e · Wilson Samaké 44e                               | 9e         | Rapport   |
| 27 février 2022   | J16     | Angers SCO            | D    | 2 - 1 | Noah Le Bret Maboulou 37e 45e                                                                 | 7e         | Rapport   |
| 5 mars 2022       | J19     | US Concarneau         | E    | 1 - 3 | Wilson Samaké 6e · Noah Le Bret Maboulou 25e · Djaoui Cissé 35e                               | 5e         | Rapport   |
| 19 mars 2022      | J20     | Stade lavallois       | D    | 5 - 1 | Mohamed Diaby 4e 18e · Aaron Malouda 22e · Mehdi Kalem 26e · Léo Rouillé 90e                  | 5e         | Rapport   |
| 27 mars 2022      | J21     | Tours FC              | E    | 2 - 1 | Gabriel Tutu 32e                                                                              | 6e         | Rapport   |
| 2 avril 2022      | J22     | Stade brestois 29     | E    | 1 - 1 | Aaron Malouda 70e                                                                             | 6e         | Rapport   |
| 13 avril 2022     | J23     | EA Guingamp           | D    | 1 - 2 | Maurice Ngangue 6e                                                                            | 6e         | Rapport   |
| 16 avril 2022     | J24     | Le Mans FC            | E    | 0 - 5 | Djaoui Cissé 14e · Andy Diouf 25e · Loum Tchaouna 28e · Mathys Tel 64e · Lesley Ugochukwu 77e | 6e         | Rapport   |
| 1er mai 2022      | J25     | SA Mérignac           | D    | 5 - 0 | Mathys Tel 24e 44e · Désiré Doué 38e · Gabriel Tutu 39e · Léo Rouillé 65e                     | 6e         | Rapport   |
| 15 mai 2022       | J26     | USSA Vertou           | E    | 1 - 0 |                                                                                               | 6e         | Rapport   |

#### Coupe Gambardella
Les moins de 19 ans du Stade rennais FC disputent à partir de décembre la Coupe Gambardella 2021-2022.

### U17

#### Championnat de France des U17  - Groupe F
| Date              | Journée | Adversaire            | Lieu | Score | Buteurs rennais                                                        | Classement | Référence |
| ----------------- | ------- | --------------------- | ---- | ----- | ---------------------------------------------------------------------- | ---------- | --------- |
| 29 août 2021      | J01     | Angers SCO            | D    | 1 - 3 | Joël Matondo 6e                                                        | 12e        | Rapport   |
| 5 septembre 2021  | J02     | LB Châteauroux        | E    | 1 - 1 | Noah Le Bret Maboulou 16e                                              | 9e         | Rapport   |
| 12 septembre 2021 | J03     | SO Cholet             | D    | 5 - 5 | Mathis Lambourde 43e 77e · Joël Matondo 47e 57e · Flavien Soumenat 81e | 11e        | Rapport   |
| 19 septembre 2021 | J04     | FC Lorient            | E    | 1 - 1 | Arsène Jonathan Do Marcolino 28e                                       | 12e        | Rapport   |
| 26 septembre 2021 | J05     | USSA Vertou           | D    | 4 - 1 | Nathan Quinton 48e · Noah Le Bret Maboulou 73e 79e 84e                 | 8e         | Rapport   |
| 3 octobre 2021    | J06     | Stade brestois 29     | D    | 1 - 0 | Mathis Lambourde 48e                                                   | 5e         | Rapport   |
| 10 octobre 2021   | J07     | Chamois niortais      | E    | 0 - 0 |                                                                        | 4e         | Rapport   |
| 16 octobre 2021   | J08     | EA Guingamp           | D    | 2 - 0 | Joël Matondo 6e · Noah Le Bret Maboulou 69e                            | 4e         | Rapport   |
| 23 octobre 2021   | J09     | La Roche-sur-Yon VF   | E    | 1 - 1 | Mathis Lambourde 88e                                                   | 6e         | Rapport   |
| 14 novembre 2021  | J10     | CPB Bréquigny Rennes  | D    | 1 - 1 | Nordan Mukiele 61e                                                     | 7e         | Rapport   |
| 21 novembre 2021  | J11     | Angoulême Charente FC | E    | 0 - 2 | Florian Truffert 48e · Maurice Ngangue 72e                             | 4e         | Rapport   |
| 28 novembre 2021  | J12     | Vannes OC             | D    | 2 - 0 | Noah Le Bret Maboulou 7e 37e                                           | 4e         | Rapport   |
| 5 décembre 2021   | J13     | FC Nantes             | E    | 1 - 2 | Flavien Soumenat 23e · Nordan Mukiele 83e                              | 4e         | Rapport   |
| 16 janvier 2022   | J14     | LB Châteauroux        | D    | 0 - 0 |                                                                        | 4e         | Rapport   |
| 23 janvier 2022   | J15     | SO Cholet             | E    | 2 - 2 | Noah Le Bret Maboulou 28e 43e                                          | 4e         | Rapport   |
| 6 février 2022    | J16     | FC Lorient            | D    | 2 - 1 | Flavien Soumenat 70e · Nordan Mukiele 80e                              | 4e         | Rapport   |
| 13 février 2022   | J17     | USSA Vertou           | E    | 1 - 3 | Nathan Quinton 6e · Alessio Nguema 32e · Elouan Baudoux 69e            | 3e         | Rapport   |
| 5 mars 2022       | J18     | Stade brestois 29     | E    | 3 - 2 | Flavien Soumenat 15e · Jérémy Jacquet 18e                              | 4e         | Rapport   |
| 20 mars 2022      | J20     | EA Guingamp           | E    | 1 - 0 |                                                                        | 4e         | Rapport   |
| 26 mars 2022      | J21     | La Roche-sur-Yon VF   | D    | 5 - 0 | Nathan Quinton 2e 43e 77e · Djibril Diallo 10e · Nordan Mukiele 85e    | 4e         | Rapport   |
| 30 mars 2022      | J19     | Chamois niortais      | D    | 0 - 3 |                                                                        | 4e         | Rapport   |
| 2 avril 2022      | J22     | CPB Bréquigny Rennes  | E    | 3 - 1 | Djibril Diallo 86e                                                     | 4e         | Rapport   |
| 10 avril 2022     | J23     | Angoulême Charente FC | D    | 2 - 0 | Valentin Taramelli 51e · Flavien Soumenat 88e                          | 4e         | Rapport   |
| 17 avril 2022     | J24     | Vannes OC             | E    | 0 - 2 | Maurice Ngangue 20e · Noah Le Bret Maboulou 42e                        | 4e         | Rapport   |
| 30 avril 2022     | J25     | FC Nantes             | D    | 2 - 3 | Flavien Soumenat 65e 82e                                               | 4e         | Rapport   |
| 15 mai 2022       | J26     | Angers SCO            | E    | 3 - 0 |                                                                        | 5e         | Rapport   |